# Nakagin kapszulaház
A Nakagin kapszulatoronyházat (中銀カプセルタワー; Hepburn: Nakagin Kapuszeru Tavá) Kurokava Kisó japán építész tervezte az 1970-es években. Mindössze 30 nap alatt épült meg Tokió Sinbasi városrészében. Az épület egy ritka példája a Japánban a második világháború után megjelent metabolizmus építészeti irányzatának. Az 1972-es átadása után ez volt a világ első maradandó és gyakorlati hasznosítású, kapszulákból álló építménye. 2012 októberében már csak kb. 30 volt lakott az épület 140 kapszulalakásából, a többit irodaként, raktárként használják, vagy épp lakatlanul állnak, ezért félő, hogy az épület sorsa hamarosan megpecsételődik. Az egyik, az épületben működő cég az EYExplore fényképész vállalkozás, mely 2015-ben költözött a kapszulatoronyházba. 2017-ben még mindig lehetett kapszulákat bérelni, méghozzá a környék áraihoz képest nagyon kedvező áron (Ginza közelében), bár hosszú sort kell kivárni. 2022-ben lebontották.

## Az épület szerkezete

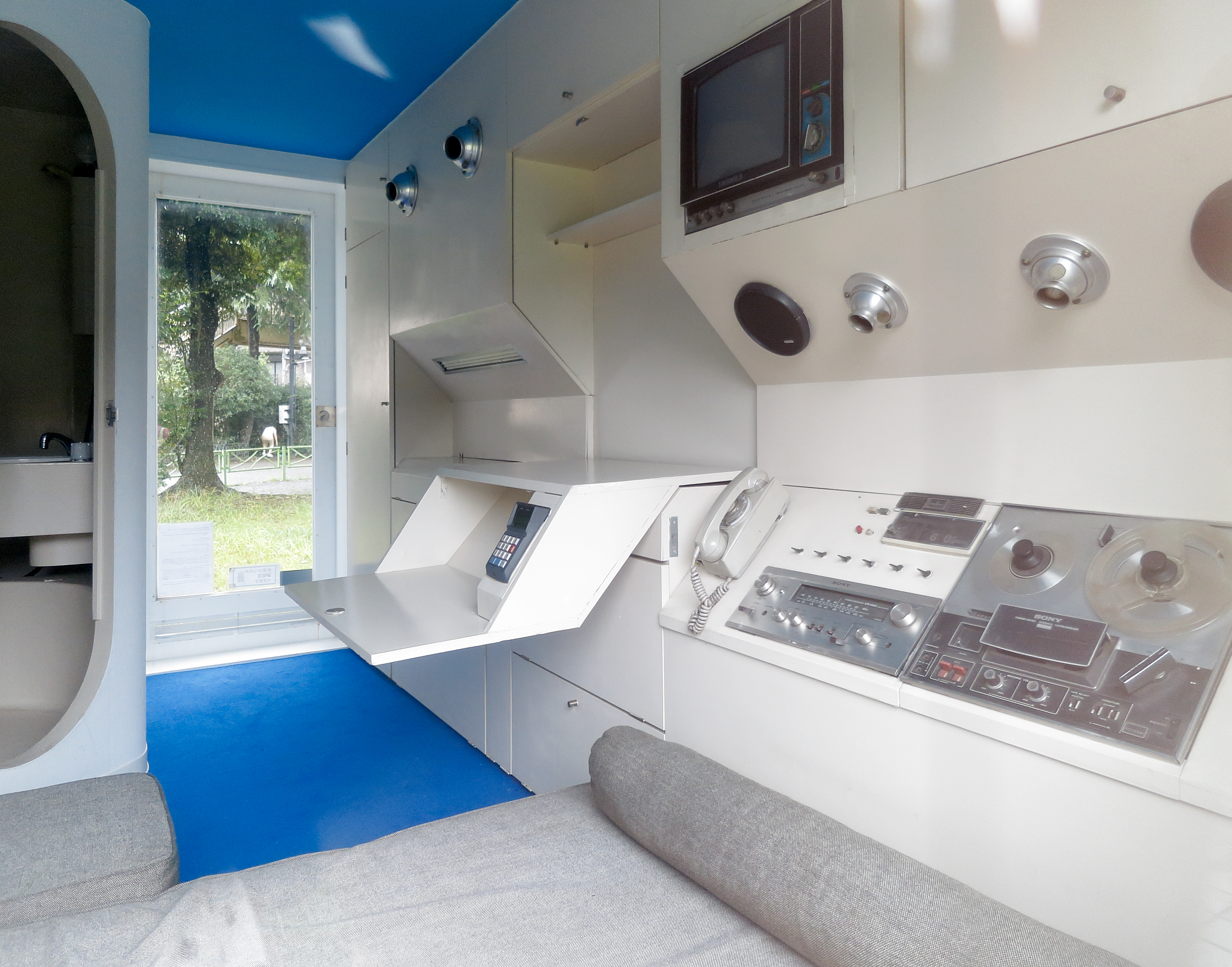
Egy másik nézet a szoba berendezéséről

Az épület fő szerkezetét két egymáshoz kapcsolódó vasbeton torony alkotja, melyekből az egyik 11, a másik 13 emelet magas. Ezekhez csatlakoztatták a 140 önálló, előregyártott kapszulát. A kapszulák külső mérete 2,5 m × 4 m × 2,5 m, belső mérete 2,3 m × 3,8 m × 2,1 m, egyik végükön egy 1,3 m átmérőjű körablakkal vannak ellátva. A kapszulák jellemzően kisméretű lakóhelyiségként, vagy irodaként használhatók. A lakások alapterülete a kapszulák összenyitásával növelhető. Minden egyes kapszula négy nagy szakítószilárdságú csavarral van rögzítve a tornyok egyikéhez, így a kapszulák akár cserélhetőek is. Bár a kapszulamodulokat a tömegtermelés igényei szerint alakították ki, a megépítés óta egyet sem cseréltek közülük.
A kapszulák teljesen készre szerelve, és berendezve érkeztek az építkezés helyszínére, ahol csak rögzítették őket a vasbeton toronyhoz. Minden egyes kapszula egyesével, a többi kapszulától függetlenül lett beépítve a helyére, melyeknek a szerkezete öntartó, így bármikor, bármelyik kapszula eltávolítható anélkül, hogy ez bármelyik másik kapszulát, vagy a szerkezet egészét érintené. A kapszulák hegesztett, könnyű, acél vázszerkezetek felületkezelt acéllemez-borítással. A felületi acélelemeit galvanizálták, a paneljeit rozsdagátló festékkel kezelték, végül egy rendkívül ellenálló lakkréteggel vonták be.
Az épület központi, merev vázú (teherhordó) elemei acélból és vasbetonból készültek. Az alsó két emeletnél hagyományos betont, a felsőbb szintekhez könnyített betont használtak. A beton öntéséhez egy emelet magas panelekből épült zsaluzatot használtak, így egy lépésben elkészülhetett egy teljes emelet a toronyból. A lépcsőház már az építés korai szakaszában is használható volt, ugyanis az aljzatokat és a liftaknákat előregyártott betonból alakították ki. Az építés során kétnaponta váltották egymást a monolit-vasbetonmunkák és az előregyártott betonelemek munkálatai, így a főtartó elkészültekor a lépcsőház építése be is fejeződhetett. A helyszínen készült felvonó építését gyorsította, hogy a keret, a vezető sínek és a kötődobozok már előre a helyükre kerültek a beton öntésekor, illetve hogy előregyártott fülkét használtak.
Az eredeti célközönség az egyedülálló üzletemberek voltak, akik a dolgos hétköznapokban használnák második otthonként, míg a hétvégékre hazautaznának vidéki otthonukba. A kis lakás gazdag felszereltséggel rendelkezett. Az egyik fala mentén végig beépített szekrénnyel volt ellátva, melyben volt egy konyhai rész, hűtőszekrény, televízió, orsós magnó, rádió, ébresztőóra, íróasztal beépített számológéppel, telefon, ruhásszekrény és tárolórekeszek. A fürdőszobaegység, melyben még egy fürdőkád is elfért, az egyik sarokba, míg az ágy a nagy méretű ablak alá került. A lakályos kis pied-à-terre a kor technikai fejlettségének megfelelően, teljes kényelmet kínált, mindezt karnyújtásnyira.
Az építési munkálatok részben a helyszínen, részben pedig távol zajlottak. A helyszínen a tornyok épültek, az energiaellátás kiépítése és az épületgépészet kivitelezése folyt, míg a kapszulákat egy távoli üzemben gyártották.

## Bontás és felújítási javaslatok
Minden egyes kapszula függetlenül a többitől eltávolítható, illetve kicserélhető, de egy kapszula felújítása a számítások szerint 6,2 millió jenbe került volna 2006-ban, amikor az épület lebontása először felmerült, mint lehetőség.
Ahhoz, hogy az épület lebontása megtörténhessen, el kell, hogy fogadja a kapszula tulajdonosok legkevesebb 80%-a. Ez 2007. április 15-én megtörtént. A döntés mögött a rossz anyagi helyzet, az azbeszt miatti aggodalom, a földrengés állóság körüli kétségek és az értékes Ginza közeli terület kevésbé hatékony hasznosítása áll. Logikusabb megoldásnak tűnt az épületet lebontani, majd a helyén egy magasabb modern toronyház építése. Kurokava javaslatot tett az épület megmentésére, a régi modulok eltávolításával, és azok új egységekre történő cseréjével, de ezeknek a terveknek véget vetett 2007-ben bekövetkezett halála, illetve hogy nem sikerült kivitelezőt találni a felújítási munkák elvégzésére. Majd, 2010-ben már a meleg víz szolgáltatás is megszűnt a házban.
A bontás hírére ismét nagyobb figyelmet kapott a Nakagin Kapszula Toronyház. Építészek, újságírók tették ismét beszédtémává, megoldást keresve a metabolizmus szimbólumává vált épület megmentésére. Még a The New York Times építész kritikusa is írt róla egy cikket.
2014-ben Masato Abe kapszula tulajdonos és a ház korábbi lakója kampányba kezdett, hogy adományokat gyűjtsön, melyből új kapszulákat lehetne vásárolni, ezzel megmentve az épületet.

## A Nakagin Tornyok a médiában
- A Heroes Reborn(wd) című 2015-ben készült mini filmsorozat két szereplője, Ótomo Hacsiró és Ótomo Miko egy olyan házban lakik, mely a Nakagin Toronyházhoz hasonlóan néz ki.[10]
- A Nakagin Kapszula Toronyház feltűnik a 2013-as Farkas című filmben is, mely egy Love Hotel Hirosima prefektúrában.[11]
- Három dokumentumfilmben is szerepeltek a tornyok:
  - A Nakagin Toronyház lakóival készítettek interjút a 2010-ben készült „Japanese Metabolist Landmark on the Edge of Destruction” dokumentumfilmben.[12]
  - A „Kochuu” (2003) filmhez készítettek felvételeket Kurokava Kisóval a toronyházban.[13]
  - Egy másik filmhez is, a „From Metabolism to Symbiosis” (1993), készítettek felvételeket Kurokava Kisóval a toronyházban.[14]
- Noritaka Minami fotográfus jelentetett meg fotókönyvet 1972 címen a tornyokról 2015-ben.[15][16]

## Fordítás
- Ez a szócikk részben vagy egészben  a   Nakagin Capsule Tower című angol Wikipédia-szócikk ezen változatának fordításán alapul.  Az eredeti cikk szerkesztőit annak laptörténete sorolja fel. Ez a jelzés csupán a megfogalmazás eredetét és a szerzői jogokat jelzi, nem szolgál a cikkben szereplő információk forrásmegjelöléseként.